# (4155) Watanabe
(4155) Watanabe ist ein Hauptgürtelasteroid, der am 25. Oktober 1987 von Seiji Ueda und Hiroshi Kaneda vom Observatorium in Kushiro-shi aus entdeckt wurde.
Der Asteroid wurde nach dem japanischen Astronomen Kazurō Watanabe (* 1955) benannt.